# 王允卿
王 允卿（おう いんきょう、中国語: 王允卿; 拼音: Wáng Yŭnqīng; ウェード式: Wang Yün-ch'ing）は、中華民国・満州国の政治家・外交官。字は庚陽。

## 事績
官費で日本へ留学し、明治大学法学部本科を卒業した。帰国後は奉天交渉署練習員、安東県甲種商業学校教務長、国立山西大学教授、山西軍官法政講習所教官、天津地方検察庁検察官、黒竜江省鶴崗煤鉱公司科長兼董事を歴任している。
満州事変（九・一八事件）勃発後、王允卿は鶴崗煤鉱を関東軍に引き渡し、その際に土肥原賢二から事務能力を認められたという。1932年（大同元年）3月に満州国が建国されると、吉林省高等検察庁庁長に起用され、1934年（康徳元年）3月には司法部行刑司司長に抜擢された。1937年（康徳4年）7月、奉天省民政庁長に移り（翌年1月、民生庁長に改組）、翌1938年（康徳5年）5月には総務庁官房首席検察官となっている。
1940年（康徳7年）5月、王允卿は熱河省省長に転じ、翌1941年（康徳8年）1月には総務庁次長に起用された。同年9月には、満州国協和会連合協議会副議長に選出されている。1942年（康徳9年）、満州国建国10周年祝典事務局局長を務めた。同年9月29日、駐日大使を命ぜられ、日本に駐在している。なお、王允卿は満州国最後の駐日大使である。
正確な時期は不明だが、王允卿は満州国滅亡前後に帰国している。その後、国民政府により王は逮捕され、南京老虎橋監獄に収監された。1949年（民国38年）に釈放され、長春市に移り住んでいる。しかし中華人民共和国建国後の1951年4月26日、長春市公安局により反革命罪を問われて逮捕された。1954年、長春市の監獄内で病没。享年65。